# Onthophagus breviconus
Onthophagus breviconus là một loài bọ cánh cứng trong họ Bọ hung (Scarabaeidae).